# Mesocyclops maheensis
Mesocyclops maheensis is een eenoogkreeftjessoort uit de familie van de Cyclopidae. De wetenschappelijke naam van de soort is voor het eerst geldig gepubliceerd in 1941 door Lindberg.